# آمبودیمانگا (زافیندرافادی)
آمبودیمانگا (به لاتین: Ambodimanga) یک منطقهٔ مسکونی در ماداگاسکار است که در فیتووینانی واقع شده‌است. آمبودیمانگا ۸٬۳۹۵ نفر جمعیت دارد و ۳۴ متر بالاتر از سطح دریا واقع شده‌است.